# 北海道道545号三和剣淵線
北海道道545号三和剣淵線（ほっかいどうどう545ごう さんわけんぶちせん）は、北海道上川郡和寒町と剣淵町を結ぶ一般道道（北海道道）である。

## 概要

### 路線データ
- 起点：北海道上川郡和寒町三和（北海道道48号和寒幌加内線交点）
- 終点：北海道上川郡剣淵町屯田町（北海道道293号温根別剣淵停車場線交点）
- 路線延長：9.2 km

## 歴史
- 1966年（昭和41年）3月31日 路線認定[1]。

## 地理

### 通過する自治体
- 上川総合振興局
  - 上川郡
    - 和寒町
    - 剣淵町

### 交差する道路
和寒町
- 北海道道48号和寒幌加内線 - 三和（起点）

剣淵町
- 北海道道293号温根別剣淵停車場線 - 屯田町（終点）